# Parc Nacional Cozia
El Parc Nacional Cozia (en romanès: Parcul Național Cozia) (parc nacional categoria II UICN) es troba a Romania, a la part nord-est del comtat de Vâlcea, al territori administratiu de les localitats Brezoi, Călimănești, Racoviţa, Perișani, Sălătrucel i Berislăvești.
El parc nacional es troba al centre-sud dels Carpats del Sud, al sud-est de les muntanyes Lotru i a l'est de les muntanyes Căpățânii al curs mitjà del riu Olt.
El Parc Nacional Cozia amb una superfície de 171 km² va ser declarada zona natural protegida per la Llei número 5 del 6 de març de 2000 (publicada al document oficial de Romania, núm. 152 el 12 d'abril de 2000) i representa una zona muntanyosa amb flora i fauna específiques dels Carpats meridionals. A més del seu peculiar aspecte amb molta flora, el parc nacional de Cozia té un bon nombre d'espècies de líquens. Mustafa Yavuz i el doctor Gülşah Çobanoglu de Turquia, van estudiar el parc nacional de la flora del parc nacional Cozia el 2007.
El 2017, van inscriure dos boscos del parc a la llista de boscos de faigs originals dels Carpats i altres regions d'Europa.